# Arthroleptis brevipes
Arthroleptis brevipes és una espècie de granota que viu a Togo i, possiblement també, a Ghana.